# Bravo Girls: Bojovat až do konce
Bravo Girls: Bojovat až do konce (v anglickém originále Bring It On: Fight to the Finish) je americký komediální film z roku 2009. Režie se ujal Bille Woodruff a scénáře Alyson Fouse a Elena Song. Hlavní role hrají Christina Milian, Rachele Brooke Smith, Cody Longo, Vanessa Born, Gabrielle Dennis a Holland Roden. Film byl vydán na DVD a Blu-ray dne 1. září 2009.

## Obsazení
- Christina Milian jako Catalina "Lina" Cruz
- Rachele Brooke Smith jako Avery Whitbourne
- Cody Longo jako Evan Whitbourne
- Vanessa Born jako Gloria
- Gabrielle Dennis jako Treyvonetta (Trey)
- Holland Roden jako Sky
- Nikki SooHoo jako Christina
- Meagan Holder jako Kayla
- Laura Cerón jako Isabel Cruz
- David Starzyk jako Henry
- Brandon Gonzales jako Victor
- Giuliana Rancic (samu sebe)
- Prima J

## Další adaptace

### Film
Filmová série Bravo, girls! má pět sequelů:
- Bravo Girls: Opět v akci (2004)
- Bravo Girls: Všechno nebo nic (2006)
- Bravo Girls: Hurá do toho! (2007)
- Bravo Girls: Bojovat až do konce (2009)
- Bring It On: Worldwide Cheersmack (2017)